# Erich Schmid
Pour les articles homonymes, voir Schmid.
Ne doit pas être confondu avec Erich Schmid (physicien) ou Erich Schmidt (musicien).
Erich Schmid, né à Balsthal dans le canton de Soleure le 1er janvier 1907 et mort à Zurich le 17 décembre 2000, est un chef d'orchestre et compositeur suisse.

## Biographie
Schmid est le fils du pasteur protestant de Balsthal. Il fréquente de 1922 à 1926, l'institut de formation des enseignants à Soleure, où il a comme professeur Max Kaempfert (de). Après un bref passage en tant que professeur de l'école primaire à partir de 1927 jusqu'en 1930, Schmid fréquente le Conservatoire Hoch à Francfort où il étudie avec Bernhard Sekles (théorie et composition), Fritz Malata et Hermann Schmeidel. De 1928 à 1932, il reçoit une bourse de la Fondation Mozart (Mozart-Stiftung) de Francfort et ses premiers œuvres sont diffusées à la radio. Encouragé par ces succès, il décide de 1931 à 1933 de suivre la classe de maître d'Arnold Schönberg à Berlin. 
Après son retour en Suisse, pour des raisons politiques et financières, il reprend en 1934 à la suite de Jacob Gehring, le poste de directeur de la musique à Glaris Centre, fonction qu'il occupe jusqu'en 1949. En 1949, il prend en charge la direction de l'Orchestre de la Tonhalle de Zurich jusqu'en 1956. Ensuite, il dirige jusqu'en 1970 l'Orchestre de la Radio Beromünster. De 1963 à 1973, il enseigne également la direction d'orchestre à l'Académie de musique de Bâle. De 1979 à 1981, il est le chef de l'Orchestre symphonique de Birmingham. De nombreux engagements de chef d'orchestre invité, le conduisent en Angleterre dès les années 1960, mais également en Israël, Hongrie, Allemagne, Danemark et dans d'autres pays. Longtemps président de la branche de Zurich de la Société internationale pour la musique contemporaine, il défend le répertoire de la musique moderne et donne de nombreuses œuvres de compositeurs suisses.
Il a réalisé un arrangement pour orchestre des Six épigraphes antiques de Claude Debussy.

## Œuvres
Privilégiant les petits ensembles et la forme brève, l'œuvre d'Erich Schmid est écrite dans un idiome post-schönbergien.
- Sonatine, op. 1 (1929) pour violon et piano
- Suite sur des poèmes de Rainer Maria Rilke, op. 2 (1929/30) pour mezzo-soprano et orchestre de chambre
- Drei Sätze, op. 3 (1930/36) pour orchestre
- Quatuor à cordes, op. 4 (1930–1931/34) (In modo classico) pour quatuor à cordes
- Trio, op. 5 (1931) pour clarinette, violoncelle et piano
- Sechs Stücke, op. 6 (1932) pour piano
- Suite Nr. 1, op. 7 (1931) pour orchestre de cuivres
- Zwei Sätze (Sonatine II), op. 8 (1932–1938) pour violon et piano
- Widmungen, op. 9 (1933–1935) Fünf kleine Stücke für Klavier (Cinq petits morceaux pour piano)
- Notturno, op. 10 (1935) pour hautbois, clarinette basse, violon et violoncelle
- Rhapsodie, op. 11 (1936) pour clarinette et piano
- Drei Gesänge, op. 12 (1938–1941) pour baryton et piano
- Kleines Hauskonzert, op. 13 (1937–1940) Zwölf Stücke für verschiedene Instrumente
- Fünf Bagatellen, op. 14 (1943) pour piano
- Vier Chöre, op. 15 (1930–1940) pour chœur a cappella
- Mura, op. 16 (1955) Petit trio pour flûte, violon, violoncelle

## Écrits
- Ein Jahr bei Arnold Schönberg in Berlin, dans Melos. vol. 4, 1974, p. 190–203.
- Studie über Schönbergs Streichquartette II. Streichquartett in fis-Moll Op. 10, dans Schweizerische Musikzeitung. 3, 1934, p. 84–91.
- Studie über Arnold Schönbergs Streichquartette. III. Streichquartett, Op. 30, dans Schweizerische Musikzeitung. 5, 1934, p. 155–163.
- Studie über Schönbergs Streichquartette, dans Schweizerische Musikzeitung. 1, 1934, p. 1–8, 84–91, 155–163.